# Beautiful Ruin
Beautiful Ruin è un EP del gruppo musicale statunitense Converge, pubblicato nel 2018.

## Tracce
1. Permanent Blue – 2:24
2. Churches and Jails – 1:27
3. Melancholia – 1:29
4. Beautiful Ruin – 1:23

## Formazione
- Jacob Bannon - voce
- Kurt Ballou - chitarra, basso, cori
- Nate Newton - basso, chitarra, cori
- Ben Koller - batteria, percussioni